# Ctenotus rufescens
Ctenotus rufescens (рудий тонкорилий гребневухий сцинк) — вид сцинкоподібних ящірок родини сцинкових (Scincidae). Ендемік Австралії.

## Поширення і екологія
Руді тонкорилі гребневухі сцинки мешкають в районі затоки Ексмут в Західній Австралії. Вони живуть серед червоних піщаних дюн, порослих спінніфексом.